# Polycarpaea thymoidea
Polycarpaea thymoidea är en nejlikväxtart som beskrevs av François Gagnepain. Polycarpaea thymoidea ingår i släktet Polycarpaea och familjen nejlikväxter. Inga underarter finns listade i Catalogue of Life.